# 紀州大橋
紀州大橋（きしゅうおおはし）は、和歌山県和歌山市内を流れる紀ノ川に架かる国道24号和歌山バイパスの橋である。
1981年（昭和56年）に紀州大橋架橋の工事に着手し、1987年（昭和62年）に完成し開通した。その後、渋滞が度々起こるようになったため、2003年（平成15年）に紀州大橋区間（延長1.9 km）の4車線化工事に着手し、2007年（平成19年）に新橋梁が完成した。その後は新橋梁の2車線を使用し、旧橋梁の耐震工事（支承総入れ替え）を行い、同年7月17日より4車線開通した。
同市内には他に国道26号和歌山北バイパスの「紀の国大橋」、和歌山県道752号和歌山阪南線の「紀ノ川大橋」などの似たような名称の橋が存在するため、混同されやすい。

## 概要
- 旧橋梁開通年 - 1987年（昭和62年）
- 4車線開通年 - 2007年（平成19年）7月17日
- 全長 - 718.9 m
- 設計速度 - 80 km/h
- 旧橋梁道路有効幅 - 7.0 m（全幅 - 10.5 m）

## 所在地
- 和歌山県和歌山市